# Canton de La Trimouille
Le canton de La Trimouille est un ancien canton français situé dans le département de la Vienne et la région Poitou-Charentes.

## Géographie
Ce canton était organisé autour de La Trimouille dans l'arrondissement de Montmorillon. Son altitude varie de 87 m (Liglet) à 204 m (Coulonges) pour une altitude moyenne de 165 m.

## Représentation

### Conseillers généraux de 1833 à 2015
| Période | Période      | Identité                          | Étiquette            | Qualité                                                                        |
| ------- | ------------ | --------------------------------- | -------------------- | ------------------------------------------------------------------------------ |
| 1833    | 1852         | Auguste Ducoudray-Dupin           |                      | Propriétaire, maire de La Trimouille                                           |
| 1852    | 1871         | François Alexandre Aubrun         |                      | Juge de paix à La Trimouille                                                   |
| 1871    | 1877         | Théodore Maurat                   | Républicain          | Docteur en médecine à La Trimouille                                            |
| 1877    | 1883         | Baron Louis d'Oiron               | Monarchiste          | Propriétaire au Peux, Maire de Journet                                         |
| 1883    | 1895 (décès) | Pierre Jacques Philippe Jourdanne | Républicain          | Docteur en médecine à La Trimouille, conseiller d'arrondissement               |
| 1895    | 1901         | Octave Bernard                    | Républicain          | Président de chambre à la Cour de Cassation Propriétaire à La Trimouille       |
| 1901    | 1913         | Albert Guillemin de Monplanet     | Droite               | Inspecteur général des finances Maire de Montmorillon                          |
| 1913    | 1925         | Louis Gobillot                    | RG                   | Docteur en médecine Maire de La Trimouille                                     |
| 1925    | 1931         | Charles Guillemot de Liniers      |                      | Maire de La Trimouille                                                         |
| 1931    | 1940         | Alexandre Emery                   | Radical              | Notaire à La Trimouille, conseiller d'arrondissement                           |
|         |              |                                   |                      |                                                                                |
| 1945    | 1949         | Paul Resnier                      | PCF                  | Médecin, Brigueil-le-Chantre, médaillé de la Résistance                        |
| 1949    | 1955         | Henri Girot                       | DVD                  | Administrateur de sociétés, La Trimouille                                      |
| 1955    | 1975 (décès) | Claude Peyret                     | RS puis UNR puis UDR | Médecin et exploitant agricole Député (1958-1975) Maire de Brigueil-le-Chantre |
| 1975    | 1992         | Jean-Pierre Gilbert               | RI puis UDF-PR       | Maire de Coulonges                                                             |
| 1992    | 1998         | Hervé Vallet                      | App. PS              | Médecin Maire de La Trimouille (1995-2001)                                     |
| 1998    | 2004         | Georges Keraudren                 | DVD                  | Médecin généraliste à La Trimouille                                            |
| 2004    | 2015         | Hervé Vallet                      | DVD                  | Ancien maire de La Trimouille Vice-Président du Conseil Général                |

### Conseillers d'arrondissement (de 1833 à 1940)
| Période                                  | Période | Identité                          | Étiquette   | Qualité |
| ---------------------------------------- | ------- | --------------------------------- | ----------- | --- |
| 1833                                     | 1836    | M. Naudin                         |             | Propriétaire à Brigueil-le-Chantre                                                                          |
| 1836                                     | 1842    | M. Luneau père                    |             | Propriétaire à La Trimouille                                                                                |
| 1842                                     | 1848    | M. Chatenet                       |             | Licencié en droit, propriétaire à La Trimouille                                                             |
|                                          |         |                                   |             | |
| 1861                                     |         | M. Berthon                        |             | |
|                                          |         |                                   |             | |
| 1880                                     | 1883    | Pierre Jacques Philippe Jourdanne | Républicain | Docteur en médecine à La Trimouille                                                                         |
| Sep.1883                                 |         | Maximilien Augier-Dupeux          | Républicain | Maire de La Trimouille                                                                                      |
|                                          |         |                                   |             | |
| 1892                                     | 1904    | Claude Antoine Jules Rutaud       | Républicain | Adjoint au maire de La Trimouille                                                                           |
| 1904                                     |         | M. Gobillot                       |             | |
|                                          |         |                                   |             | |
| 1919                                     | 1922    | Charles Bonnet                    | Radical     | Maire de Journet                                                                                            |
| 1922                                     | 1928    | M. Chotard                        | Radical     | Avocat |
| 1928                                     | 1931    | Alexandre Émery                   | Radical     | Notaire à La Trimouille                                                                                     |
| 1931                                     | 1934    | Louis Sylvain Berthon             | Radical     | Conseiller municipal de Brigueil-le-Chantre                                                                 |
| 1934                                     | 1940    | Paul Dallais                      | Rad.ind     | Exploitant forestier, maire de Coulonges-les-Hérolles                                                       |
| 1940                                     |         |                                   |             | Les conseils d'arrondissement ont été suspendus par la loi du 12 octobre 1940 et n'ont jamais été réactivés |
| Les données manquantes sont à compléter. |         |                                   |             | |

## Composition
Le canton de La Trimouille regroupait 8 communes et comptait 2 984 habitants (recensement de 2007 populations municipales).
| Nom                       | Code Insee | Codepostal | Superficie (km2) | Population (dernière pop. légale) | Densité (hab./km2) |
| ------------------------- | ---------- | ---------- | ---------------- | --------------------------------- | ------------------ |
| La Trimouille (chef-lieu) | 86273      | 86290      | 41,65            | 941 (2012)                        | 23                 |
| Brigueil-le-Chantre       | 86037      | 86290      | 53,79            | 499 (2012)                        | 9,3                |
| Coulonges-les-Hérolles    | 86084      | 86290      | 18,35            | 268 (2012)                        | 15                 |
| Haims                     | 86110      | 86310      | 32,25            | 231 (2012)                        | 7,2                |
| Journet                   | 86118      | 86290      | 58,51            | 356 (2012)                        | 6,1                |
| Liglet                    | 86132      | 86290      | 52,53            | 318 (2012)                        | 6,1                |
| Saint-Léomer              | 86230      | 86290      | 28,67            | 178 (2012)                        | 6,2                |
| Thollet                   | 86270      | 86290      | 29,92            | 164 (2012)                        | 5,5                |

## Démographie
| 1962  | 1968  | 1975  | 1982  | 1990  | 1999  | 2006  | 2011  | 2012  |
| ----- | ----- | ----- | ----- | ----- | ----- | ----- | ----- | ----- |
| 5 200 | 4 888 | 4 409 | 4 050 | 3 550 | 3 209 | 2 996 | 2 989 | 2 955 |